# Elecciones constituyentes de Paraguay de 1991
Las elecciones constituyentes de Paraguay se llevaron a cabo el domingo 1 de diciembre de 1991, convocadas por el presidente Andrés Rodríguez Pedotti para la redacción de una nueva Constitución que marcara el inicio de una nueva etapa democrática. Este proceso concluyó en junio de 1992. Se contó con la participación de 198 diputados constituyentes, de los cuales 140 fueron elegidos a nivel nacional y 48 a nivel departamental.

## Constitucionalidad
La Constitución solo puede ser reformada después de diez años de su promulgación. La solicitud de reforma puede ser realizada por un cuarto de los legisladores, el presidente de Paraguay o treinta mil electores. La necesidad de la reforma debe ser aprobada por una mayoría de dos tercios en cada cámara del Congreso. Una vez aprobada, se convocan elecciones para una Convención Nacional Constituyente, que no tendrá más miembros que el total del Congreso y tendrá los mismos privilegios que los congresistas. La nueva Constitución será promulgada automáticamente una vez sancionada por la Convención.
Las enmiendas a la Constitución pueden proponerse después de tres años de su promulgación por un cuarto de los legisladores, el presidente de Paraguay o 30 mil electores. La enmienda debe ser aprobada por mayoría absoluta en ambas cámaras del Congreso y luego ratificada en un referéndum. Si una enmienda es rechazada, no puede volver a presentarse en un año, y si es derogada, no se puede proponer otra sobre el mismo tema por tres años. Las enmiendas no pueden modificar ciertas disposiciones fundamentales.
La Convención Nacional Constituyente es independiente de los poderes constituidos y solo se dedica a la reforma de la Constitución, sin asumir funciones de otros poderes del Estado.

## Resultados

Conformación de la Asamblea Constituyente representado en colores distintivos de los partidos políticos participantes.

En las elecciones del 1 de diciembre de 1991, la ANR (Asociación Nacional Republicana) obtuvo 409 730 (55.1 %) votos, logrando ocupar 122 de bancas de las 198 disponibles y, por lo tanto, una mayoría absoluta en la asamblea.
Las 76 bancadas restantes fueron distribuidos entre la oposición de la siguiente manera: el PLRA (Partido Liberal Radical Auténtico) con 201 040 votos (27 %), logró ocupar 55 bancas, mientras que el recién formado movimiento independiente Constitución Para Todos (CPT) obtuvo 81 680 votos (11 %) logrando 19 bancas.
El Partido Revolucionario Febrerista (PRF) logró 9140 (1.2 %) votos y 1 banca, mientras que el Partido Demócrata Cristiano (PDC) consiguió 6313 votos (0,8 %), llevándose 1 banca.

## Constituyentes electos

### Convencionales titulares a nivel nacional
1. Óscar Facundo Ynsfrán
2. Emilio Cubas Grau
3. Domingo Laíno
4. José A. Moreno Rufinelli
5. Óscar Paciello
6. Rafael Eladio Velázquez
7. Emilio Camacho Paredes
8. Antonio Salum Flecha
9. Víctor H. Sánchez Galeano
10. Héctor Capurro
11. Carlos Podestá
12. Diógenes Martínez
13. Carlos Alberto González
14. Juan F. Elizeche Baudo
15. Víctor A. Báez Mosqueira
16. Carlos Romero Pereira
17. Rodrigo Campos Cervera
18. Blanca Lila González
19. Benjamín Fernández Bogado
20. Evelio Fernández Arévalos
21. Julio César Vasconcellos
22. Rodolfo Gill Duarte
23. Miguel Abdón Saguier
24. Arcadio Flores López
25. Luis Garay
26. Migdalia R. de García
27. José Félix Fernández Estigarribia
28. Raúl Oggero Fernández
29. Juan Carlos Wasmosy
30. Manuel Augusto Radice
31. María C. Echagüe de Ayala
32. Ricardo Franco Lanceta
33. Bernardino Cano Radil
34. Antonia Irigoitia
35. Pedro Pablo Ovelar Ledesma
36. Aníbal Saucedo Rodas
37. Carlos Adalberto Cuevas
38. Luis Ángel González Macchi
39. Carlos Armando Storm
40. Rubén Bareiro Saguier
41. Juan Manuel Peralta Pérez
42. Cristina Muñoz
43. Dora Hermosilla Ortigoza
44. Federico Callizo
45. José Ismael Candia
46. Luis A. Castiglioni Soria
47. Pedro Darío Portillo
48. Rodolfo H. Centurión
49. Wilfrido S. González
50. Estanislao Llamas
51. Rodolfo Aseretto
52. Julio C. Fanego Arellano
53. Manuel E. Doldán Velázquez
54. Alirio Ugarte Díaz
55. Abraham Estéche Troche
56. Benjamín Maciel Pasotti
57. Eusebio R. Ayala Giménez
58. Carlos Villagra Marsal
59. Francisco Solano López
60. Efraín Enríquez Gamón
61. Humberto Ayala Zelada
62. Eligio Vargas Mendoza
63. Elisa Ruiz Díaz Bareiro
64. María Helena Sachero
65. Celso Castillo Gamarra
66. Estanislao Martínez G.
67. Atilio R. Florentín Paoli
68. Ángel Ayala
69. Milciades Godoy Jara
70. Alberto Sosa Gautier
71. Franklin Boccia
72. Domingo Delvalle García
73. Leslie Villanueva Cardozo
74. Víctor M. Quevedo Acosta
75. Guillermo Heisecke
76. Víctor Manuel Núñez
77. Euclides Roberto Acevedo
78. Elvio Insaurralde Fleitas
79. Jorge Ríos Rodríguez
80. Víctor Luis Bernal Garay
81. Gustavo Laterza
82. Teresa Sosa L. de Arrellaga
83. Isidro Melgarejo Pereira
84. Julio César Vera Cáceres
85. Tadeo Zarratea
86. Antonia Ovando de Galeano
87. Dionicio Zárate González
88. René Ramírez
89. Gregorio Enciso Vega
90. Aida M. Robles Alcaraz C.
91. Lino Chilavert Benítez
92. Luis Lezcano Claude
93. Fernando López Leiva
94. Manuel Sardi Segovia
95. Esteban Caballero C.
96. José D. Samaniego Giménez
97. Rubén Darío Romero
98. Sinforiano Rodríguez
99. Ramiro Barboza
100. Ismael Echagüe Insfrán
101. Manfredo Ramírez Jou
102. Fernando Masi Fadlala
103. Agustín Segovia
104. Felipe Dávalos Arce
105. Luis Alfonso Resk
106. Armando Espínola
107. Aparicio Fretes Faría
108. Juan R. Huerta Echeverry
109. Gustavo Samaniego González
110. Fermín Ramírez
111. Marciano D. Torales Franco
112. Justo R. Decoud Rodríguez
113. Carlos Mateo Balmelli
114. Pedro Lugo Benítez
115. Carlos Fretes
116. Julio Damián Pérez Peña
117. María Ligia Centurión
118. Gerardo Sosa Argaña
119. Mario Morel Pintos
120. Federico Figueredo
121. Pablino A. Rodríguez Arias
122. Jorge Dos Santos
123. Jesús Ruiz Nestosa
124. Nilda E. Fernández de Mar
125. Cayo Gwynn Safstrand
126. Ramón Romero Roa
127. Antonio Ferreira
128. Susana Morinigo
129. Ignacio Cárdenas Marín
130. Herminio Ruiz Díaz
131. Avelino Ramírez Ruiz
132. Ramón A. Vera Venialgo
133. Francisco Díaz Calderara
134. Elba Recalde de Rojas
135. Timoteo González
136. Eduardo Rodríguez Acosta
137. José Begnigo Escobar Genes
138. Inmaculada Duarte E.
139. Gonzalo Quintana
140. Jorgelina Silvero Silvano

#### Concepción
1. Bernardo Villalba Cardozo
2. Antonio Valiente Escobar

#### San Pedro
1. Carlos Martín Colarte
2. Lamia Yore de Yunis
3. Crescencio Storm Monges

#### Cordillera
1. Julia Britos Acosta
2. Manuel de Jesús Ramírez
3. Pablo A. Cabral Frutos

#### Guairá
1. Vidal Rolón Sanabria
2. Castor Elizardo Jiménez
3. Patricio Enciso Gómez

#### Caaguazú
1. Tomás Ortiz Samudio
2. Peter Holder Kennedy
3. Francisco Alvarenga
4. Carlile W. Gauto Sanabria
5. Favio C. Catalino Cáceres
6. Luis A. Segovia Ávalos

#### Caazapá
1. José M. Sarubbi Lepretti
2. Reinaldo Chilavert Viera

#### Itapúa
1. Darío A. Palacio Vera
2. Emilio O. Acosta Cantero
3. Ada G. Sotomayor
4. Carmelo J. G. Benítez
5. Francisco Vera Fleitas

#### Misiones
1. Pedro Ángel Rodríguez
2. Luis Pedro Llano Imas

#### Paraguarí
1. Crescencio H. Cáceres
2. Perfecto Ruiz Díaz Brítez
3. Dolores Ferreira

#### Alto Paraná
1. Juan Gilberto Orella
2. Carlos Avalos Flores
3. Serapio Mongelos
4. Leslie Villanueva Cardozo
5. Gustavo René González
6. Miguel Ángel Riquelme

#### Central
1. Marcelino A. González
2. Osvaldo Tomás Rodríguez
3. Juan de la Cruz González
4. Carlos Ovidio Meyer
5. Miltos Cosme
6. Óscar Alberto Delvalle
7. Benito Giménez Caballero
8. Cecilio Alejandro Osorio
9. Miguel Ángel Galeano

#### Ñeembucú
1. César R. Dos Santos Jara
2. Julio César Lugo Ortiz

#### Amambay
1. Víctor Hugo Paniagua Fretes
2. Miguel M. Ferreira Bernal

#### Canindeyú
1. Valentín Gamarra Velázquez
2. Luis A. Duarte Molinas

#### Región Occidental(Presidente Hayes,BoquerónyAlto Paraguay)
1. Víctor Hugo Insaurralde
2. Gregorio R. Centurión S.